# La dama del sudario
La dama del sudario (The Lady of the Shroud) è un romanzo di Bram Stoker scritto in forma epistolare. Il tutto è ambientato nei territori est europei (Romania, Ungheria, ecc) con una rilevante vena vampirica. Tuttavia il testo non narra di vampiri, per quanto nella maggior parte del romanzo questa sia l'impressione.
Il romanzo è conosciuto anche con i titoli la vergine del sudario e La signora del sudario.

## Edizioni in italiano
- Bram Stoker, La dama del sudario, traduzione di G. Ruggero, Basaia, Roma 1985
- Bram Stoker, La dama del sudario, ECIG, Genova 1993 ISBN 88-7545-562-7
- Bram Stoker; La dama del sudario, prefazione di Riccardo Reim, trad. di Gabriele Ruggero, Editori riuniti, Roma 1996
- Bram Stoker; La vergine del sudario, postfazione di Riccardo Reim, LIT, Roma 2010
- Bram Stoker; La vergine del sudario, postfazione di Riccardo Reim, Castelvecchi, Roma 2010
- Bram Stoker; La signora del sudario, traduzione di Lorena Croci, Faligi, Aosta 2013
- Bram Stoker; La dama del sudario, postfazione di Riccardo Reim, Elliot, Roma 2017 ISBN 978-88-6993-145-1
- Bram Stoker; La dama del sudario, traduzione dall'inglese di Federica Alessandri e Gabriele Ruggero, postfazione di Riccardo Reim, Elliot, Roma 2018 ISBN 978-88-6993-499-5